# Hornit
Hornit je bio princ drevnoga Egipta, sin faraona Džedefre i kraljice Kentetenke te unuk faraona Kufua i praunuk faraona Snofrua. Imao je naslov najstarijeg kraljeva sina, ali su i njegova braća bila "najstariji sinovi kralja". Moguće je da su Džedefrini sinovi umirali jedan za drugim pa se naslov najstarijeg (krunskog) princa tako pomicao. George Reisner je vjerovao da je Hornit bio prvorođeni Džedefrin sin, te je Hornit na većini popisa Džedefrine djece smješten kao najstarije dijete.